# Pontinus furcirhinus
Pontinus furcirhinus és una espècie de peix pertanyent a la família dels escorpènids.

## Descripció
- Fa 27 cm de llargària màxima (normalment, en fa 15).
- Cos i cap lleugerament comprimits.
- Ulls grossos.
- Aletes pectorals amb 17 radis.
- Coloració vermellosa amb taques verdes petites i irregulars.[3][4]

## Hàbitat
És un peix marí i d'aigües profundes que viu fins als 300 m de fondària.

## Distribució geogràfica
Es troba al Pacífic oriental: des del sud de la Baixa Califòrnia (Mèxic) fins al Perú.

## Observacions
És verinós per als humans.